# UFC 181
UFC 181: Hendricks vs. Lawler 2 var en MMA-gala som arrangerades av Ultimate Fighting Championship och ägde rum 6 december 2014 i Las Vegas i USA. 

## Resultat
1. ↑  Titelmatch i weltervikt.
2. ↑  Titelmatch i lättvikt.